# História de Cabo Verde
Tradicionalmente o estudo da história do arquipélago de Cabo Verde era realizado no âmbito de obras gerais sobre o Império Português, ou no âmbito da atuação de determinada congregação religiosa, muitas vezes à margem do estudo da costa da Guiné. As mais antigas descrições de caráter histórico-geográfico-etnográfico centram-se na região dos rios da Guiné, referindo as ilhas de Cabo Verde de modo sintético e marginal, na medida em que se relacionavam com aquela costa, como por exemplo as obras:
- André Álvares de Almada, Tratado breve dos rios da Guiné do Cabo Verde (...), 1594;
- André Donelha, Descrição da Serra Leoa e dos rios da Guiné do Cabo Verde, 1625; e
- Francisco de Lemos Coelho, Descripção da Costa da Guiné e Situação de todos os Portos e Rios dela (...), 1684.

Apenas no final do século XIX é que surge uma primeira grande síntese sobre a totalidade da história de Cabo Verde, os Subsídios para a História de Cabo Verde e Guiné, de autoria de Cristiano José de Sena Barcelos (Lisboa, Academia Real das Ciências de Lisboa, 1899).

## A questão da Descoberta

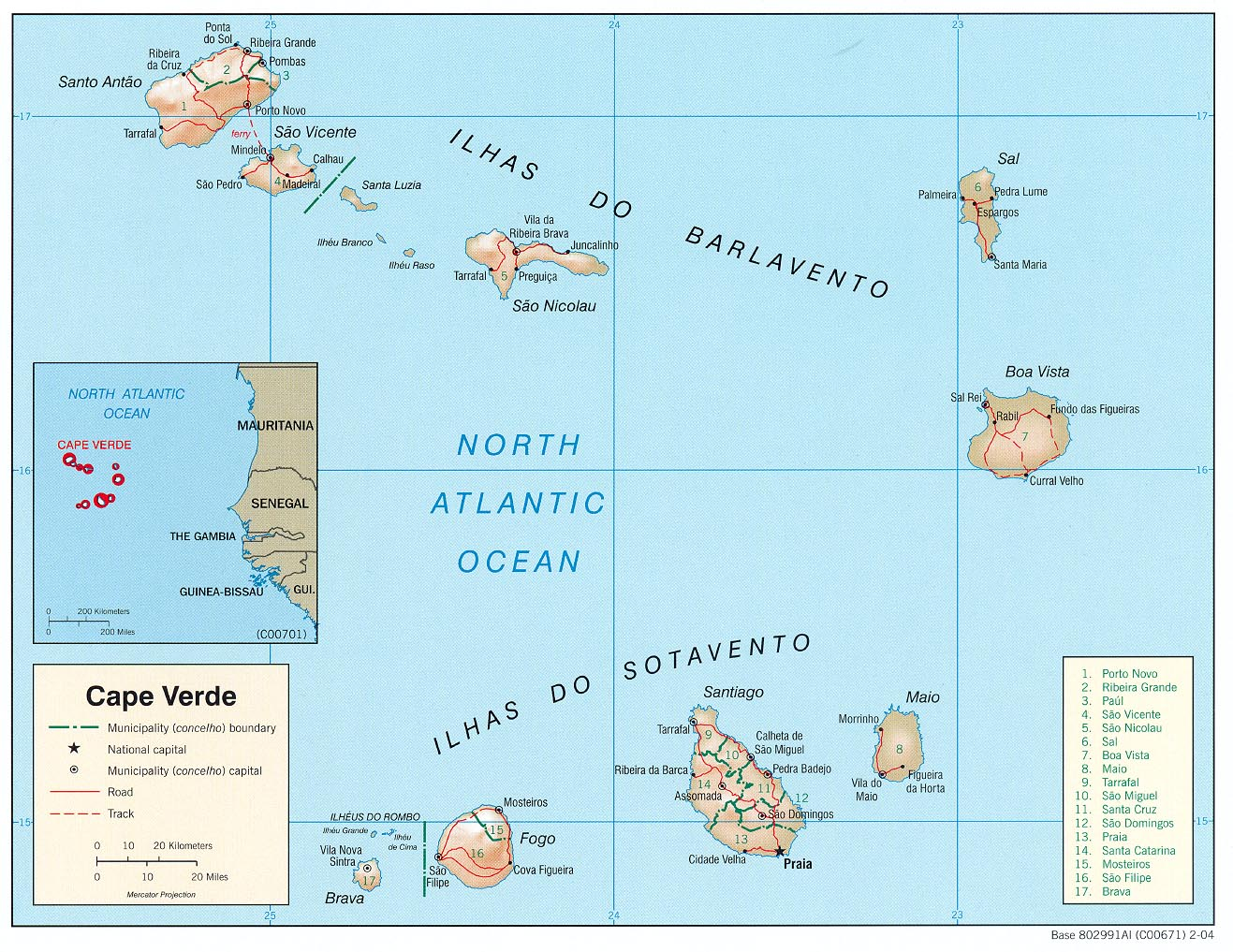
Arquipélago de Cabo Verde.

A questão da autoria da descoberta de Cabo Verde é objeto de discussão historiográfica. No contexto dos Descobrimentos portugueses, admite-se que o arquipélago tenha sido alcançado a 1 de Maio de 1460 por Diogo Gomes, a serviço do Infante D. Henrique. Outros autores atribuem o comando da primeira expedição ao veneziano Alvise Cadamosto, em 1456, ano da morte do Infante. Recentemente, entretanto, tem-se afirmado a prioridade do genovês António da Noli — ainda em vida do Infante —, com base na Carta-régia de 19 de setembro de 1462, que a refere expressamente:
"D. Affonso e (…) A quantos esta carta virem fazemos saber que o Infante D. Fernando, Duque de Vizeu e de Beja, Senhor da Covilhã e de Moura e, meu mui amado e presado irmão nos enviou mostrar uma carta assinada por nós e sellada de nosso sello pendente feita em Cintra 12 de Novembro de 1457, porque lhe fizemos doação para elle ou por seu mandado fossem achadas assim e tão cumpridamente como a nós podessem pertencer, e com toda a jurisdição cível, crime, reservando para nós feitos crimes, alçada nos casos que caiba morte ou talhamento de membro (…) segundo mais compridamente em a dita carta é contheudo, pedindo nos o dito infante que, porquanto foram achadas 12 ilhas, a saber: cinco por António da Noli, em vida do Infante D. Henrique, meu tio, que Deus haja, que se chamam: jlha de Santiago e a jhla de Sam Filipe, e as jlhas das Mayas e a jlha das Mayas e a jlha de S. Christovam e a jlha do Sall que são nas partes da Guiná (…).
Em finais de 1461 ou inícios de 1462 em nova viagem, o descobridor Diogo Afonso teria avistado as ilhas da Brava, São Nicolau, Santa Luzia, Santo Antão, São Vicente e os ilhéus Raso e Branco. De acordo com as narrativas coevas, essas ilhas encontravam-se desertas, sem qualquer indício de presença humana, como referido por Cadamosto:
"…não se encontrando nelas senão pombos e aves de estranhas sortes, e grande pescaria de peixe." (Alvise Cadamosto. Relação das Viagens à costa ocidental da África.)
João de Barros, assim referiu a descoberta e o seu nome:
"Neste mesmo tempo (...) se descobriram as ilhas a que agora chamamos de Cabo Verde (...) e do dia que partiram da cidade de Lisboa a dezasseis dias foram ter à ilha de maio à qual puseram este nome por a viram em tal dia. E (...) descobriram as outras (...) que por todas são dez, chamadas por comum nome ilhas de Cabo Verde por estarem ao poente dele por distância de cem léguas." (João de Barros. Décadas da Ásia.)
Valentim Fernandes confirma que as ilhas se encontravam desabitadas:
"(...) Foram a uma e lançaram gente fora para verem se havia povoação e não acharam. Foram à segunda, não acharam rasto de gente (...). As outras caravelas viram as outras ilhas porém nenhuma delas povoada, senão grande multidão de aves e grande pescaria (...)." (Valentim Fernandes. Manuscrito.)

## Período Feudal

### Século XV

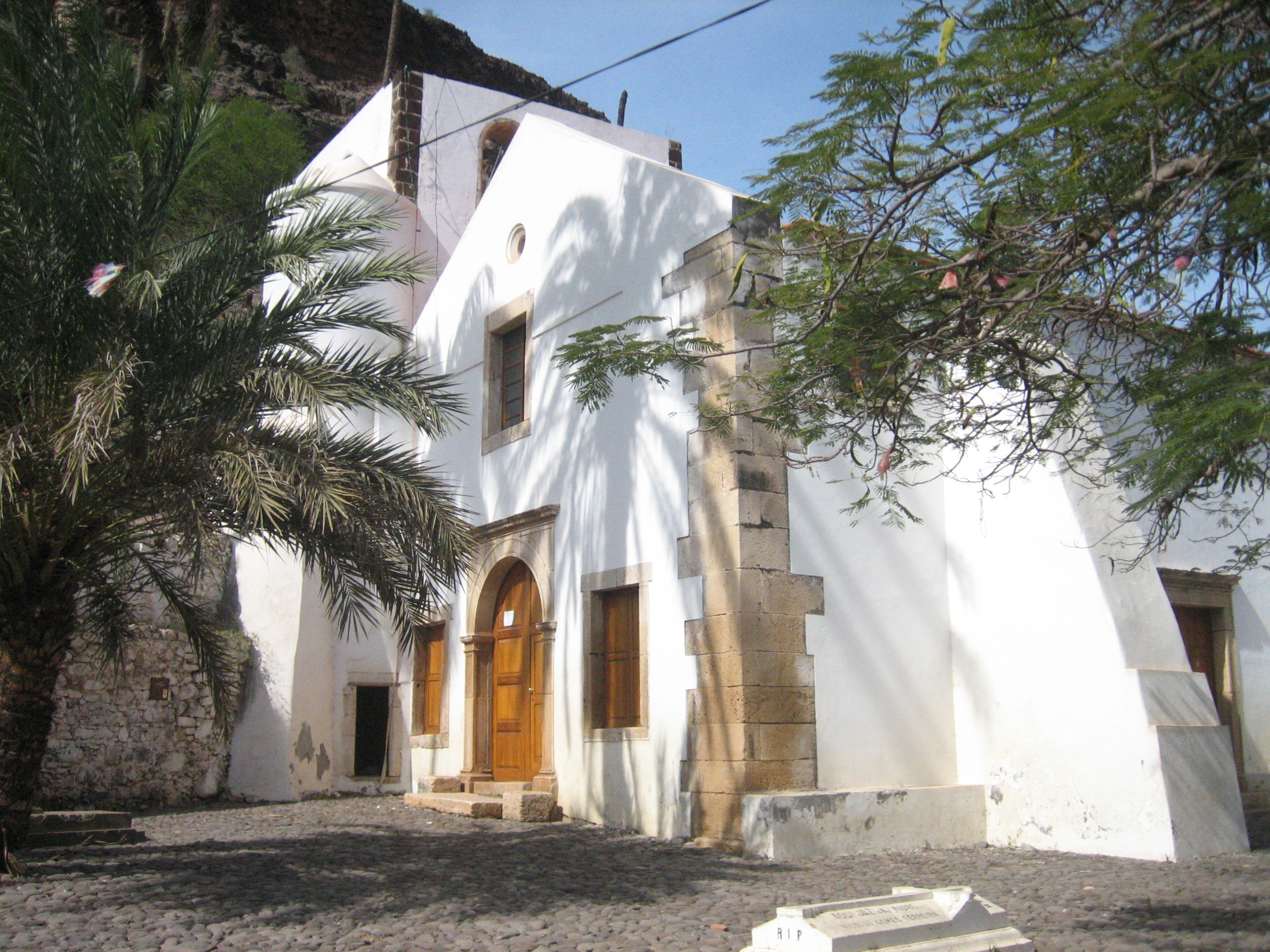
Igreja Nossa Senhora do Rosário, a mais antiga igreja colonial do mundo, construída em 1495, Cidade Velha, Ilha de Santiago.

Como os Açores e a Madeira, estas novas ilhas também eram desabitadas e foram incorporadas ao património da Ordem de Cristo. Após a morte do Infante D. Henrique (1460), Afonso V de Portugal transferiu as ilhas ao seu irmão, o Infante D. Fernando, então administrador da Ordem, por doação de 3 de Dezembro de 1460, "perpétua e irrevogavelmente", passando esta a receber o dízimo real e o religioso. Pelos seus termos, o Infante passava a superintender na jurisdição civil e criminal, com reserva apenas nos casos de pena de morte e talhamento de membros, de alçada exclusiva da Coroa. Neste primeiro momento a doação abrangeu apenas as cinco primeiras ilhas e, passados dois anos, em 19 de Setembro de 1462, a totalidade do arquipélago.
Anos mais tarde, por carta em resposta a seu irmão, o soberano reportou que "...havia quatro anos que começara a povoar a ilha de Santiago (...) que, por ser tão alongada de nossos reinos, a gente não quer a ela ir viver, senão com muitas liberdades e franquezas." (Carta de D. Afonso V ao Duque de Viseu, 12 de Junho de 1466.)
A sua colonização iniciou-se, portanto, ainda em 1462, pela ilha de Santiago, em sua parte sul, na Ribeira Grande. Foi empregado o sistema de capitania, com mão-de-obra escrava oriunda da vizinha costa da Guiné, para a cultura de cana-de-açúcar, algodão e árvores frutíferas. A ilha de Santiago foi dividida em duas circunscrições, sendo uma delas a Capitania do Sul, com sede na Ribeira Grande, doada a António da Noli. A outra foi doada a Diogo Gomes. Para colonizar o seu lote, Noli trouxe colonos do Alentejo e do Algarve.
A segunda ilha a ser povoada foi a de São Filipe, atual Fogo, única que apresentou condições para o plantio da vinha, em finais do século XV, embora só haja testemunho documental no início do século seguinte, por doação de Manuel I de Portugal ao 2o. conde de Penela, D. João de Vasconcelos e Menezes, referindo que os termos da doação eram "assim e tão inteiramente como os capitães da dita ilha de Santiago os hão e usam deles." As doações seguiram-se nos anos seguintes, como as das capitanias das ilhas Brava, Sal e Santa Luzia, doadas a João Pereira (22 de Outubro de 1545) e a de Santo Antão, a D. Gonçalo de Souza (13 de Janeiro de 1548). Desde o início do povoamento, as ilhas da Boavista e do Maio foram destinadas à criação de gado, e doadas ao capitão da parte Sul da ilha de Santiago. Ainda assim a da Boavista foi novamente doada em 1490, vitaliciamente, a Rodrigo Afonso, com a determinação de que aquele capitão era obrigado ao pagamento do dízimo sobre os couros, sebo e carne dos animais ali criados, podendo matar os que bem entendesse, mas disso dando conhecimento ao escrivão da Fazenda. Acredita-se que a condição fosse idêntica na ilha do Maio, tendo o capitão vendido os seus direitos naquela ilha à família Coelho (10 de Junho de 1504.
Os capitães donatários pouco devem ter se deslocado às ilhas de Cabo Verde, exceto os descobridores, que nelas estiveram pontualmente, de passagem, sendo necessário o recurso a funcionários régios e a delegados insulares para gestão dos interesses quer da Coroa quer dos Donatários.

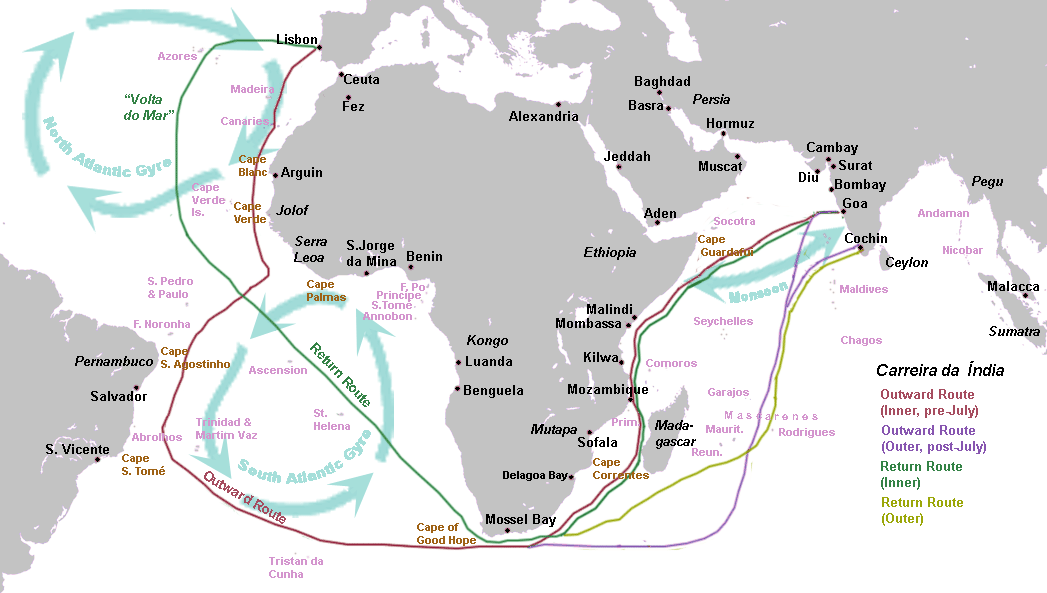
Posição do arquipélago nas rotas comerciais portuguesas ou carreira da India: percurso seguido na ida (vermelho) e rota de regresso (verde)

Com lentidão, devido aos rigores do clima, semelhante ao desértico, desenvolveu-se a colonização. A posição estratégica do arquipélago no âmbito das rotas atlânticas entre a Europa, a América e a África, contribuíram nos séculos seguintes para o seu desenvolvimento como entreposto comercial e de aprovisionamento, nomeadamente o tráfico de escravos para o Brasil, a região do Caribe e o sul dos Estados Unidos.
Visando incentivar o povoamento, a 12 de Junho de 1466 D. Afonso V concedeu aos habitantes de Cabo Verde o poder de comerciar em toda a costa da Guiné, com excepção da feitoria de Arguim (monopólio real), podendo levar todas as mercadorias que quisessem, salvo armas, ferramentas, navios e seus apetrechos, o que, a rigor, nunca foi cumprido. As mercadorias adquiridas, após o recolhimento dos impostos régios, podiam ser vendidas em Portugal e seus domínios, ou mesmo fora do reino. Tal grau de liberdade visava incentivar o povoamento de Cabo Verde, e ampliar o seu comércio, beneficiando os interesses da Coroa. Dois anos mais tarde (1468) registra-se o início da coleta da urzela, utilizada como corante na manufatura de tecidos, cuja exploração foi concedida a dois castelhanos.
Com a mudança da política portuguesa no norte de África, diante da necessidade de prosseguir a exploração das costas africanas, em 1469, o soberano arrendou a Fernão Gomes o comércio da Guiné, por cinco anos, no montante de duzentos mil reais por ano, com a obrigação de nesse período se descobrirem cem léguas do litoral africano para Sul. Ressalvava-se, entretanto, que "com a limitação que não resgatasse em a terra firme defronte das ilhas do Cabo Verde por ficar para os moradores delas". Nesta concessão participavam interesses de diversos mercadores italianos, alguns com sede no Funchal, ficando a ilha da Madeira responsável pelo reabastecimento de trigo das armadas com destino à costa da Guiné. Imediatamente os habitantes de Cabo Verde contestaram essa concessão, uma vez que o seu próprio comércio há muito que se internara na região do golfo, alcançando até mesmo a Serra Leoa.
Anos mais tarde, em 1497, a Armada sob o comando de Vasco da Gama escalou em Cabo Verde, a caminho da Índia, na baía da Ribeira Grande.

### O século XVI
As dificuldades de aproveitamento agrícola nas ilhas foram apontadas desde as suas primeiras descrições, como a de Duarte Pacheco Pereira, que nelas esteve algumas vezes ainda no século XV:
"Estas ilhas são estéreis porque são vizinhas do trópico de Câncer e têm muito pouco arvoredo por causa de nelas não chover mais dos ditos três meses: são terras altas e fragosas e serão más de andar (...) os frutos não se dão nesta terra senão de regadio." (Esmeraldo de Situ Orbis, livro I, cap. XXVIII).
Ainda assim, já no século XVI os principais itens da pauta de exportações das ilhas são couros, sebo, algodão, cavalos, açúcar, aguardente e frutas como figos, uvas e melões, além da reexportação de tecidos ("panos") para o continente africano.
Por volta de 1513-1515 o comércio de escravos encontra-se em vigorosa expansão. O seu principal centro, a Ribeira Grande de Santiago (atual "Cidade Velha"), em 1533 foi elevado à categoria de cidade, tornando-se sede de um Bispado. A sua importância era de tal ordem que, já em 1541, foi assaltada por piratas da Barbária e, por duas vezes - em 1578 e em 1585 - pelo corsário Inglês Francis Drake.
Em 1587 Duarte Lobo foi nomeado primeiro governador de Cabo Verde, e, na Ribeira Grande, iniciam-se as obras do Forte Real de São Filipe.
Nesse final de século, o cronista Gabriel Soares de Sousa, em sua "Notícia do Brasil" (1587), registra a importância de Cabo Verde para o processo de colonização do Brasil, no tocante à aclimatação e introdução de diversas espécies de animais e plantas, essenciais à história económica deste último, a saber: "...as primeiras vacas que foram à Bahia levaram-nas de Cabo Verde e depois de Pernambuco, as quais se dão de feição, que parem cada ano e não deixam nunca de parir por velhas", "As éguas foram à Bahia de Cabo Verde, das quais se inçou a terra", "As ovelhas e cabras foram de Portugal e de Cabo Verde, as quais se dão muito bem", "E comecemos nas canas-de-açúcar, cuja planta levaram à capitania dos Ilhéus das ilhas da Madeira e de Cabo Verde", "As palmeiras que dão os cocos, se dão na Bahia melhor que na Índia...", "...foram os primeiros cocos à Bahia de Cabo Verde, donde se encheu a terra...", o arroz "é tão grado e formoso como o de Valência", "Levaram a semente do arroz ao Brasil de Cabo Verde", e ainda "Da ilha de Cabo Verde e de S. Tomé foram à Bahia inhames que se plantaram na terra logo, onde se deram de maneira que pasmam os negros da Guiné, que são os que usam mais deles".

### O século XVII
Com a abertura do porto da Praia (1612), o antigo porto da Ribeira Grande entra em decadência.
No contexto da Guerra da Restauração, em 1650 Cabo Verde passa a administrar o território português da Guiné, situação que se estenderá até 1879.
Diante da escassez de capitais para o desenvolvimento da região, os Conselhos da Fazenda e Ultramarino autorizam a fundação da Companhia da Costa da Guiné (1664), voltada para o comércio de escravos, colocando fim ao período dos arrendatários individuais e abrindo o das companhias escravagistas. Entre estas, destaca-se a Companhia de Cacheu e Rios da Guiné, que operou entre 1676 e 1682, sendo sucedida, em 1690, pela Companhia do Cacheu e Cabo Verde.
Ainda nesse século, na pauta de exportações de Cabo Verde, destaca-se a de óleo de baleia, com destino ao Brasil.

### O século XVIII

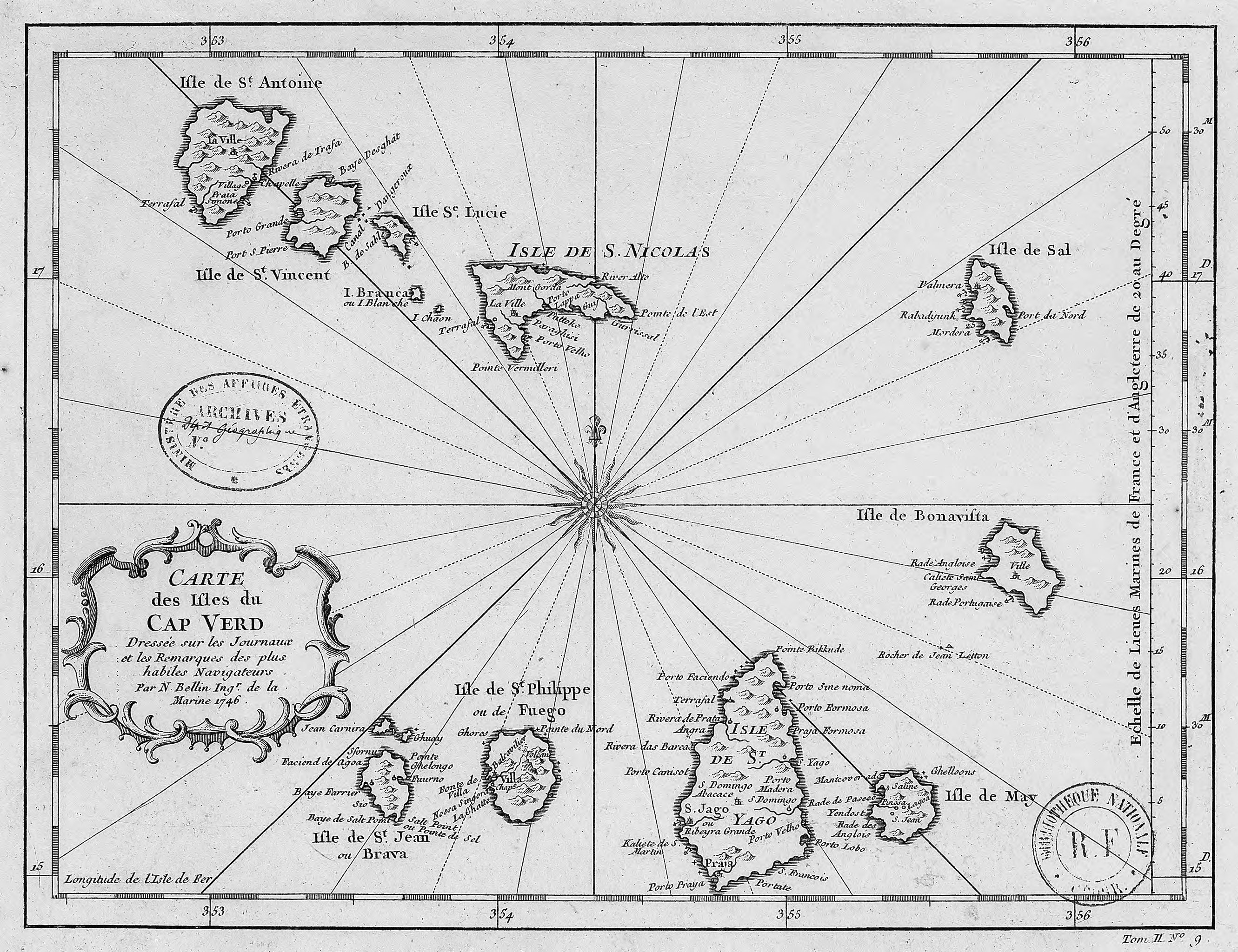
Mapa francês de Cabo Verde (1746).

Corsários franceses sob o comando de Jacques Cassard assaltam e destroem grande parte da Ribeira Grande (1712), causando a transferência da capital para a cidade da Praia (1769).
A extração e comércio da urzela são declarados monopólio da Coroa Portuguesa (1732), reanimando-se essa tradicional atividade extrativa, que perdura até à década de 1840.
A Companhia Geral de Comércio do Grão-Pará e Maranhão tem os seus privilégios ampliados com o exclusivo do comércio no arquipélago de Cabo Verde e na Guiné (1757). Com a extinção desta (1778), será criada a Companhia de Comércio da Costa de África, que atuou entre 1780 e 1786.
A partir de 1794 intensifica-se o povoamento da ilha de São Vicente, com a chegada de casais de madeirenses e outros.

### Do século XIX à 2ª Guerra Mundial

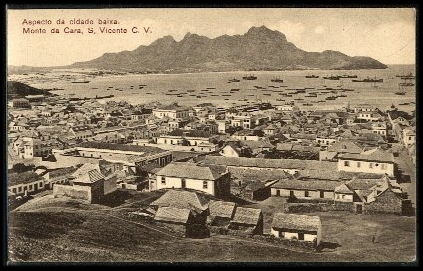
Vista do Mindelo, ilha de S. Vicente.

Em 1814, há muito que aqui cessara o comércio de escravos, pelo que, segundo António de Saldanha da Gama na sua Memória, o fim anunciado deste tráfico em nada influiria na economia desta colónia. As ilhas dependiam então de estrangeiros para o seu sustento e bens de primeira necessidade. Cabo Verde encontrava-se num estado "lastimoso e abatido, vivendo quase exclusivamente da colheita e venda de urzela, comprada na sua totalidade pela Fazenda Real por um preço fixo. Estavam encarregues desta venda os capitães-mores de cada distrito, exercendo nela consideráveis abusos, fosse medindo a urzela à sua maneira e não à dos vendedores; fosse negando o pagamento em dinheiro, e fazendo-o em géneros, que já tinham preparados de antemão, em que os cultivadores, já de si em situação miserável, tinham perda total; fosse recusando o pagamento de algumas quantidades sob pretexto da urzela não estar limpa, obrigando-os a ceder ao agente da Fazenda Régia uma grande parte do valor do produto, sob pretexto de indemnização. Saldanha da Gama propõe como medida de suma utilidade que a urzela seja exceptuada do estanco real, e a sua livre venda permitida, por forma a que este género pudesse competir no mercado europeu com outros então recentemente descobertos, que produziam a mesma cor, e que mesmo sendo de inferior qualidade, acabavam sendo preferidos em razão do seu baixo preço.

Brasão de Armas de Cabo Verde colonial.

Saldanha da Gama propõe ainda que se desenvolva a cultura de algumas plantas e árvores conhecidas pela abundância e excelência dos seus óleos, como o mandobí, o gerzeli, e a palmeira-de-dendé. Esta palmeira e o fruto das outras plantas mencionadas produzem três qualidades diferentes de azeite, todas excelentes, e aplicáveis não só aos usos culinários, como a muitos outros da economia doméstica, e à fabricação de sabão. A pescaria e salga de pescado são também propostos como polos de desenvolvimento da economia local, dada a abundância e excelência do sal nestas ilhas, e a grande quantidade de peixe nos seus mares, juntamente com o elevado consumo de peixe em Portugal. Saldanha da Gama refere ainda a produção nas ilhas de quase todas as frutas tropicais, cana de açúcar e café, assim como frutas de outras partes do mundo, em particular as laranjas, que eram aqui de excelente qualidade. É ainda referida a presença nas ilhas de uma manufactura de tecidos grosseiros de algodão, exportados para os presídios de Bissau e Cacheu.
Em 1817 é aberta a primeira escola primária oficial, na Praia.
Nos anos de 1831 a 1833 regista-se uma grande fome no arquipélago, causando a morte de milhares de pessoas. A ajuda internacional chegou dos Estados Unidos, uma vez que o reino, à época, estava mergulhado na Guerra Civil Portuguesa (1828-1834).	 
Com o advento da navegação a vapor, os ingleses instalam no Porto Grande (Mindelo, ilha de São Vicente), em 1838, um depósito de carvão. Em 1850 esse porto foi aberto à navegação, constituindo-se atualmente no maior do arquipélago.
Novas grandes fomes se sucedem, registando-se a emigração maciça de cabo-verdianos.
Em 1874 os ingleses trazem os cabos telegráficos submarinos até ao porto de São Vicente, ligados à Madeira, à Europa e ao Brasil. Sete anos depois, os cabos foram estendidos até à Praia, ligando-a igualmente à Europa e à África Oriental.	 
Neste século, a pauta de exportações de Cabo Verde compreende também tartarugas, milho, aguardente, tabaco, âmbar, óleo, sementes de purgueira e sal. A exploração da urzela, do âmbar, do dragoeiro e das tartarugas era monopólio da Coroa.	
Abolido o tráfico de escravos (1876), o interesse pelo arquipélago decresceu, situação que só se inverteria no século XX, após a Segunda Guerra Mundial.

## A luta pela independência

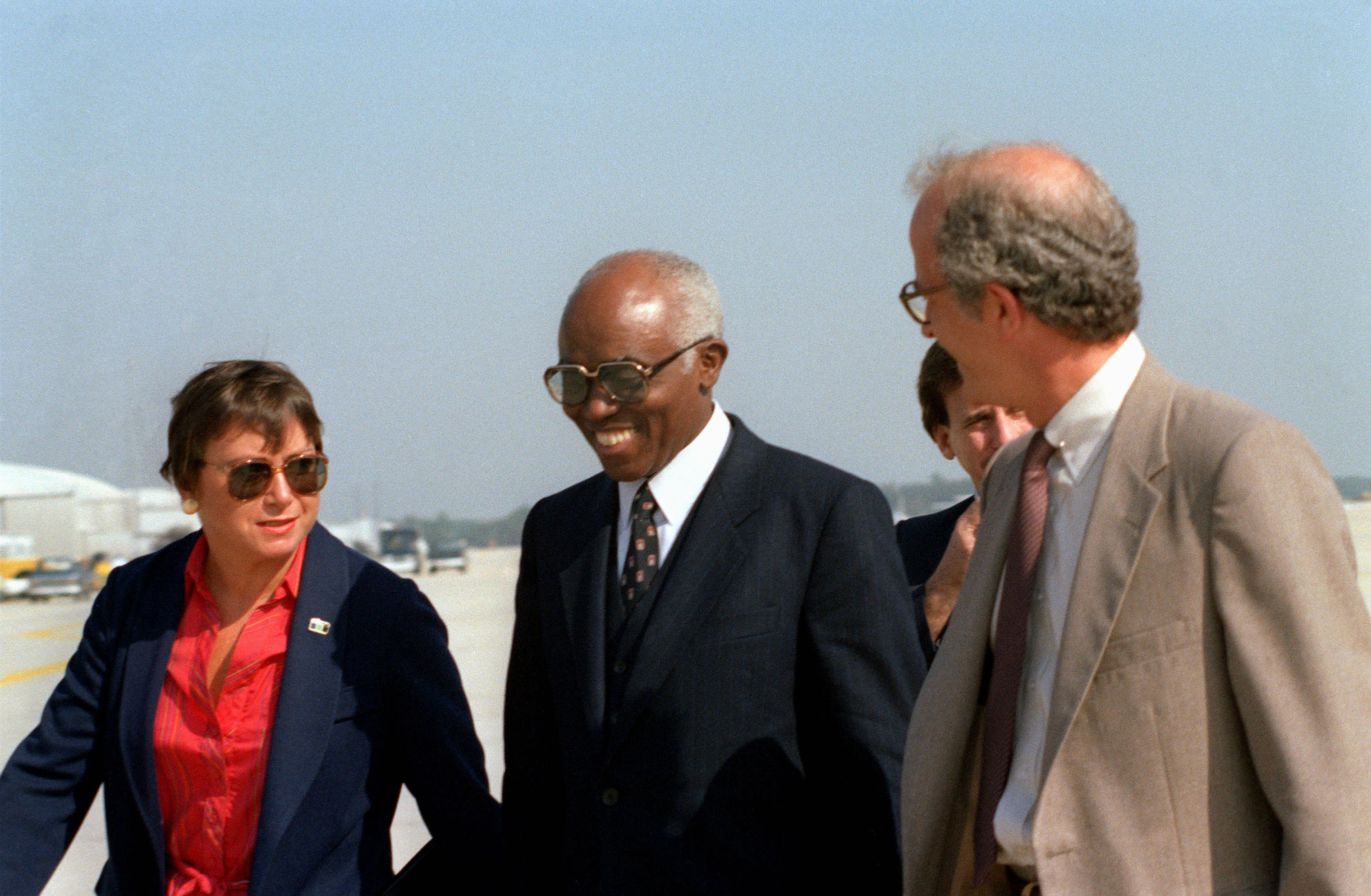
Aristides Pereira, primeiro presidente.

A partir da década de 1950, com o surgimento dos movimentos de independência dos povos africanos, a colónia portuguesa de Cabo Verde, vinculou-se à luta pela libertação da Guiné Portuguesa (actual Guiné-Bissau).
Em 1956, o intelectual de Bafatá, Amílcar Cabral fundou em Bissau o Partido Africano para a Independência da Guiné e Cabo Verde (PAIGC). Exilado em Conacri, ali criou uma delegação e sede do partido. Cabral foi assassinado em 1973.
Cabo Verde ganhou sua independência como consequência da Revolução dos Cravos, em 1974, que derrubou à ditadura salazarista que governava desde 1926 e dispôs a independência pacífica das colônias. A República de Cabo Verde foi declarada em 5 de julho de 1975, depois de que se celebrassem eleições constituintes nas quais o Partido Africano para a Independência da Guiné e Cabo Verde (PAIGC) era o único partido legal.
Depois das eleições, Pedro Pires foi declarado Primeiro Ministro e Aristides Pereira foi eleito presidente pela nova Assembleia Nacional Popular. Ainda que inicialmente tenha prometido iniciar um regime democrático, a repressão aos opositores aumentou no final dos anos 1970 e o país continuou a ser um estado socialista na década seguinte até a queda do comunismo entre 1989 e 1991. No entanto, o histórico de respeito aos direitos humanos em Cabo Verde era relativamente melhor que em outros países do Bloco Socialista e a participação cidadã no governo era maior devido aos comitês locais. Cabo Verde é um dos pouco países no mundo que nunca teve a pena de morte como condenação em seu código penal, ainda que vários partidos políticos de oposição tiveram que ser fundadas no exílio, como a União Caboverdiana Independente e Democrática (em 1975) que foi excluída das negociações de independência, e teve que ser refundada em Portugal em 1981.

## Ruptura com Guiné-Bissau
Em 1980, enquanto o PAIGC discutia uma nova Constituição para Guiné e Cabo Verde, o presidente Luís Cabral, da Guiné-Bissau, foi deposto. João Bernardino Vieira assumiu o cargo. Nesse ano, o PAIGC realizou em Cabo Verde um congresso de emergência devido às mudanças políticas em Guiné-Bissau. Em 1981, todos os laços com Guiné-Bissau foram rompidos mediante uma nova constituição. Depois de ratificar os princípios de Cabral, o partido mudou seu nome para Partido Africano para a Independência de Cabo Verde (PAICV), separando-se organicamente do partido de Guiné. As relações de ambos governos foram tensas, até uma mediação em 1982, de Angola e Moçambique, quando o presidente moçambicano Samora Machel, conseguiu reunir Pereira (reeleito em 1981) e Vieira em Maputo. Na "Conferência de Ex Colónias Portuguesas em África" (1982), realizada em Cabo Verde (cidade de Praia), Vieira participou junto a seus colegas de Angola, Moçambique, Cabo Verde e Santo Tomé e Príncipe. As relações diplomáticas foram normalizadas, embora o partido não se reunificasse e os planos de união fossem abandonados.

## O governo de partido único
Após a Revolução dos Cravos, que depôs a ditadura em Portugal (1974), Cabo Verde obteve a sua independência (5 de Julho de 1975).
Cabo Verde e a Guiné-Bissau formaram países separados mas governados pelo mesmo partido único de orientação marxista, o PAIGC. O líder do partido em Cabo Verde, Aristides Pereira, foi empossado como primeiro presidente do novo país.
O plano de unificação política de Cabo Verde com a Guiné-Bissau fracassou em 1980, devido ao golpe militar que, naquele país depôs o presidente Luís de Almeida Cabral - irmão de Amílcar Cabral. A ala cabo-verdiana do PAIGC rompeu com a da Guiné-Bissau e passou a se chamar Partido Africano para a Independência de Cabo Verde (PAICV). As relações diplomáticas com Guiné-Bissau foram rompidas logo em seguida, para serem reatadas dois anos mais tarde.
Em 1984, uma seca reduziu as colheitas cabo-verdianas em 25% em relação aos níveis de 1979, o déficit da balança comercial foi de 70 milhões de dólares e a dívida externa alcançou os 98 milhões de dólares. O sistema de distribuição de alimentos e a eficiente gestão estatal evitaram que o país caísse na fome. Pobre em recursos naturais, com apenas 10% da terra arável, Cabo Verde depende muito da importação de alimentos, especialmente na forma de ajuda humanitária. A escassez obrigou o país a depender da ajuda externa, complicando os projetos do "Primeiro Plano de Desenvolvimento".
Em 1986, o "Segundo Plano de Desenvolvimento" deu prioridade ao setor privado da economia (especialmente o setor informal) e ao combate à desertificação. O objetivo era recuperar - até 1990 - mais de cinco mil hectares de terra e colocar em operação um sistema único de administração e distribuição das reservas de água do país. No primeiro estágio, mais de 15 mil diques de contenção de águas pluviais foram construídos e 23.101 hectares foram florestados. Apesar da seca, a produtividade agrícola aumentou, sendo quase totalmente capaz de fornecer carne e legumes para a população sem recorrer às importações.
Quanto à política externa, o governo socialista cabo-verdiano permaneceu próximo das antigas colônias portuguesas, como Angola e Moçambique, ambos países envolvidos em guerras civis após a independência. Cabo Verde enviou vários soldados para lutar ao lado dos governos comunistas.

## Multipartidarismo
Com a queda do comunismo, as pressões internacionais sobre o regime obrigaram Pires a convocar a eleições parlamentares livres multipartidaristas. Em fevereiro de 1990, com a crescente pressão para abertura política, o PAICV, que já anteriormente renunciara às ideias marxistas, convocou um congresso extraordinário, para discussão de alterações propostas à constituição com o fim de abolir o sistema de partido único. Em abril de 1990, vários grupos da oposição uniram-se para formar o Movimento para a Democracia (MpD) na cidade da Praia. Pereira apresentou-se como candidato do partido nas primeiras eleições presidenciais diretas no país, nas quais o PAICV também foi derrotado por António Mascarenhas Monteiro, que recebeu mais de 73% dos votos.
Em 1992 o país ganhou uma Constituição multipartidária e  mudou a bandeira, o emblema e o hino nacional (que anteriormente era o mesmo que o da Guiné-Bissau), e converteu o país em uma democracia semi-presidencial, terminando definitivamente o regime socialista anterior.
Nas eleições parlamentares de 2001, o PAICV obteve 40 das 72 cadeiras da Assembleia Nacional. O líder do partido, José Maria Neves foi indicado como Primeiro-Ministro. Em eleição presidencial muito acirrada, Pedro Pires, do PAICV, derrotou Carlos Veiga, do Movimento para a Democracia, com uma diferença de apenas 17 votos para um eleitorado de mais de 151 mil pessoas.